# Vatreno oružje
Vatreno oružje je naziv pod kojim se podrazumijeva svaki uređaj koji ispaljuje jedan ili više projektila pri velikim brzinama koristeći plinove koji se razvijaju izgaranjem eksploziva odnosno punjenja, u cijevi.
Danas se obično dijeli na topničko i streljačko oružje.
Kao punjenje najčešće služi barut.

## Povijest
Pronalazak vatrenog oružja u XIII. stoljeću te njegov kasniji razvitak postupno je revolucionirao ratovanje, učinivši ga najvažnijim i jedinim relevantnim oružjem u svačijem arsenalu.

### Povijest primjene u Hrvatskoj
Vatreno je oružje u oporabi već sredinom 14. stoljeća u Dubrovniku, pa su Dubrovčani u ratu protiv Mlečana 1378. imali veći broj lumbardi raznih oblika. Godine 1491. vojska Bernardina Frankopana postavila je zasjedu jednom kontingentu turskih akindžija negdje na rijeci Kupi "obasuvši ih kišom strijela i strijeljajući na njih iz pušaka" nanijevši im teške gubitke. Već dvije godine kasnije, 1493., u događajima koji su prethodili Bitci na Krbavskom polju, hrvatski ban Ivan Both od Bajne, poginuo je tijekom opsade tvrđave Sokolac u Brinju. Both je bio "pogođen zrnom iz topa" u trenutku kad se previše približio zidinama.

## Vrste vatrenog oružja

#### Streljačko (ručno) oružje
- Automatska puška
- Pištolj
- Puška
- Strojnica (mitraljez)

#### Topničko oružje (topništvo)
- Top
- Minobacač
- Raketa

## Vanjske poveznice
- Topničko oružje Hrvatska tehnička enciklopedija, portal hrvatske tehničke baštine. LZMK

- Vatreno oružje Hrvatska tehnička enciklopedija, portal hrvatske tehničke baštine. LZMK